# Vyacheslavas Sukristovas
Vyacheslavas Sukristovas   (Vílnius, 1 de gener de 1961) és un exfutbolista lituà de la dècada de 1990.
Fou 26 cops internacional amb la selecció lituana.
Pel que fa a clubs, defensà els colors de FK Žalgiris Vilnius, FC Lokomotiv Moscou, i nombrosos clubs israelians com Beitar Tel Aviv F.C., Maccabi Netanya F.C., Maccabi Herzliya F.C., Hapoel Ramat Gan F.C., Hapoel Haifa F.C. i Bnei Yehuda Tel Aviv F.C..